# Belle Meade
Belle Meade est une municipalité américaine située dans le comté de Davidson au Tennessee. Lors du recensement de 2010, sa population est de 2 912 habitants.
La municipalité s'étend sur 3,08 milles carrés (7,98 km2). Il s'agit d'une enclave aisée au sein de la capitale du Tennessee, Nashville. En 2011, elle est la municipalité avec le plus haut revenu par habitant (232 500 dollars) du Tennessee et la sixième au niveau national.
Son nom fait référence aux belles prairies (en anglais : meadows) qui s'y trouvaient lors de sa fondation. La ville accueille la Belle Meade Plantation (en), une ancienne plantation de 5 400 acres qui a compté jusqu'à 136 esclaves avant la guerre de Sécession. En 1953, la plantation est rachetée par l'Association for the Preservation of Tennessee Antiquities et est transformée en musée.